# Дон-Аминадо
Дон-Амина́до (после Второй мировой войны печатался как Д. Аминадо, настоящее имя Аминад Петрович Шполянский, при рождении Аминадав Пейсахович Шполянский; 7 мая 1888 — 14 ноября 1957) — русский поэт-сатирик, мемуарист, адвокат.

## Биография
Родился 25 апреля (по старому стилю) 1888 года в семье елисаветградского мещанина Пейсаха Мордковича Шполянского (5 февраля 1862 — ?) и Либы-Роси Моисеевны Шполянской (1867—?). Окончил гимназию в Елисаветграде. Учился юриспруденции в Одессе (юридический факультет Императорского Новороссийского университета) и Киеве (Императорский университет Святого Владимира), по завершении высшего образования (1910) поселился в Москве и занялся адвокатской (помощником у присяжного поверенного Я. С. Гинзбурга) и писательской деятельностью (постоянно сотрудничал в газете «Раннее утро» и журнале «Сатирикон»).
Будучи солдатом во время Первой мировой войны (в 1915 году ранен и вернулся в Москву), Дон-Аминадо опубликовал свою первую книгу лирико-патриотических стихотворений «Песни войны» (1914, М.; 2-е изд. — М., 1915).
Встретил Февральскую революцию 1917 года пьесой в стихах «Весна Семнадцатого года», однако не принял Октябрьскую революцию. В 1918 году были закрыты все газеты, где он публиковался, после чего он уехал в Киев, сотрудничая там с газетами «Киевская мысль», «Утро», «Вечер», а затем печатался в одесской газете «Современное слово».
В январе 1920 года эмигрировал через Константинополь в Париж, где регулярно вплоть до 1940-х гг. печатал фельетоны в газете П. Милюкова «Последние новости», сотрудничал также с другими эмигрантскими изданиями: детским журналом «Зелёная палочка» (1920—1921), «Свободная мысль», журналом «Иллюстрированная Россия», журналом «Сатирикон» (в 1931 был там фактическим соредактором), альманахом «Сполохи», выпустил несколько сборников своих произведений.
В 1920 году в Париже стал масоном. Прошёл посвящение в парижскую масонскую ложу «Космос» № 288 (ВЛФ). В 1922 году заведовал литературно-художественной частью театра «Карусель» в Берлине.
Дона-Аминадо читали много и с увлечением, он стал известен и французским читателям благодаря книге Le rire dans la steppe (1927, «Смех в степи»). Свой сборник «Накинув плащ» (1928) Дон-Аминадо определял как «собрание лирической сатиры»; в типичной для него манере игры известными названиями озаглавлены разделы сборника «Нескучный сад» (1935), напр. «Новый Козьма Прутков», «Западный диван» или «Вечера на хуторе близ Булоньки».
В период нацистской оккупации Франции — на нелегальном положении на юге Франции. После Второй мировой войны (уже под изменённым псевдонимом — Д. Аминадо) напечатал ещё один сборник стихов и воспоминания «Поезд на третьем пути» (1954). После смерти Дона-Аминадо его архив был перевезён на родину И. Зильберштейном.
Его стихи и проза в импрессионистической манере передают ситуации, типичные для его времени. Его мастерство основывается, с одной стороны, на аллюзиях: использовании известных фактов (из истории, современности и литературы), с другой стороны — на избирательности в словоупотреблении (часто — лишь существительные), по которым читатель может восстановить полный объём высказывания. Для Аминадо характерна ироническая дистанция по отношению к изображаемому, его сатира склонна к дружескому, игровому юмору, но за лёгкостью формы не теряется политическая и человеческая серьёзность автора. 
 (В. Казак)
С 1990 года произведения издаются в СССР и России.

## Примеры афоризмов
- Бросить в женщину камень можно только в одном случае: когда этот камень драгоценный.
- Во всякой лжи можно сознаться, только в святой необходимо упорствовать.
- Высланной овце — волчий паспорт на утешение.
- Невозможно хлопнуть дверью, если тебя выбросили в окно.
- Не так опасно знамя, как его древко.
- Никто никому так не обязан, как обезьяны Чарльзу Дарвину.
- Объявить себя гением легче всего по радио.
- Оскорбить действием может всякий, оскорбить в трёх действиях — только драматург.
- Министр Геббельс исключил Генриха Гейне из энциклопедического словаря. Одному дана власть над словом, другому — над словарём[10].
- Долги надо делать в государственном масштабе — иначе их приходится платить.
- Смысл долголетия заключается в том, чтобы пережить своих кредиторов.
- Вождь выходит из народа, но обратно не возвращается.

### Книги
- Песни войны, 1914.
- Весна семнадцатого года, 1917.
- Дым без отечества, Париж, 1921.
- Наша маленькая жизнь, Париж, 1927. ; М.: Терра, 1994. — ISBN 5-85255-413-8
- Le rire dans la steppe (совместно с Морисом Декобра), Paris, 1927.
- Накинув плащ, Париж, 1928.
- Нескучный сад, Париж, 1935.
- Pointes de Feu, Париж, 1939.
- В те баснословные года, Париж, 1951.
- Поезд на третьем пути. Воспоминания, Нью-Йорк, 1954.; М.: Книга, 1991. — ISBN 5-212-00597-3
- Города и годы.
- Парадоксы жизни. — М.: Обновление, 1991. — ISBN 5-85828-006-4